# Katsushi Kajii
Katsushi Kajii (ur. 11 lipca 1963) – japoński piłkarz występujący na pozycji obrońcy.

## Kariera piłkarska
Od 1986 do 1992 roku występował w Gamba Osaka.